# Histriasaurus boscarollii
Histriasaurus boscarollii („ještěr z Istrie“) byl druh sauropodního dinosaura z čeledi Rebbachisauridae, který žil v období rané křídy (geologický věk hauteriv až barrem, asi před 130 miliony let) na území současného Chorvatska.

## Objev
Fosilie tohoto sauropoda (holotyp s označením WN V-6) byly objeveny nedaleko města Bale na poloostrově Istrie. Odtud pochází i rodové jméno dinosaura, slovo Histria označuje Istrii v latinském jazyce. Druhové jméno boscarollii je poctou objeviteli lokality s nálezem fosilií, Dáriu Boscarollimu. Formálně dinosaura popsal italský paleontolog Fabio M. Dalla Vecchia v roce 1998. Jedná se o zatím jediný popsaný rod dinosaura na území Chorvatska.

## Popis a zařazení
Histriasaurus boscarollii byl zřejmě menším až středně velkým diplodokoidním sauropodem, spadajícím do čeledi Rebbachisauridae. Vědecké studie publikované v letech 2007 a 2011 jej řadí na bazální (vývojově primitivní) pozici v rámci této čeledi. Někteří vědci považují tento taxon za nomen dubium (pochybné jméno), většinový názor v něm však spatřuje validní (platný) druh.

### Rozměry
Přesnější rozměry tohoto dinosaura jsou vzhledem k nekompletnosti fosilního materiálu neznámé. Pravděpodobně se jednalo o menšího až středně velkého sauropoda s hmotností v řádu několika tun.